# Bussières-et-Pruns
Bussières-et-Pruns es una comuna francesa situada en el departamento de Puy-de-Dôme, en la región de Auvernia-Ródano-Alpes.

## Demografía
| 396 | 382 | 320 | 333 | 347 | 306 | 469 |
| Para los censos de 1962 a 1999 la población legal corresponde a la población sin duplicidades (Fuente: INSEE [Consultar]) |     |     |     |     |     |     |